# Den baltiske Udstilling
Den baltiske Udstilling i Malmø blev afholdt i 1914 og var inspireret af tidens verdensudstillinger. Arrangørerne forestillede sig deltagelse fra Sverige, Danmark, Rusland og Tyskland, men udstillingen fik en svag start, da det var svært at tiltrække Ruslands interesse. Udstillingen, der var opdelt i en kunstafdeling og en industriel afdeling, fik en brat ende, da 1. verdenskrig brød ud i august 1914, og både Tyskland og Rusland fik andet at tænke på. Der blev også afholdt sportsbegivenheder som en del af udstillingen.
Udstillingsarkitekten var den rutinerede Ferdinand Boberg, der havde erfaring fra Allmänna konst- och industriutställningen i Stockholm 1897 og 1909 og Sveriges pavillon på verdensudstillingen i Paris 1900. Alligevel var valget af Boberg kontroversielt, fordi lokale arkitekter ikke fik lejlighed til at konkurrere om opgaven.
Udstillingen var forlagt til Pildammarna og omfattede cirka 490.000 kvadratmeter. Mange af bygningerne havde trappegavle for at knytte an til lokal byggeskik, men de fleste huse var dog af midlertidig karakter. Danmarks pavillon var derimod af tegl og tegnet af Henning Hansen, som fik Eckersberg Medaljen for det beundrede værk i engelskinspireret stil.
Af de oprindelige huse findes kun Margaretapaviljongen på sin oprindelige plads. En bygning fra landbrugsafdelingen findes i dag på Sveriges Lantbruksuniversitet i Alnarp.